# 주름얼굴박쥐
주름얼굴박쥐(Centurio senex)는 주걱박쥐과에 속하는 박쥐의 일종이다. 주름얼굴박쥐속(Centurio)의 유일종이다. 중앙아메리카 주변의 다양한 나라에서 발견된다. 과일을 먹지만, 과일박쥐류로 분류하지는 않는다. 아메리카잎코박쥐과로 분류하지만, 잎코(비엽)를 갖고 있지는 않다. 특이한 형태의 두개골을 갖고 있으며, 이는 다른 박쥐류보다 더 다양한 먹이를 먹기 위한 것으로 추정하고 있다.

## 아종
2종의 아종이 알려져 있다.
- C. senex senex
- C. senex greenhalli

## 특징
주름얼굴박쥐는 꼬리없는 중간 크기의 박쥐이고, 일반적으로 담갈색의 갈색부터 누르스름한 갈색을 띠는 털을 갖고 있다. 몸무게는 약 17g이다. 얼굴에는 털이 없고, 옹이가 뒤얽혀 덮여 있다(통용명이 시사하는 것처럼). 얼굴의 피부 주름은 암컷보다 수컷이 더 두드러지고, 수컷은 자신의 얼굴을 가리는 데 사용하는 피부 가면도 갖고 있다. 입 안에 과일을 저장할 수 있는 저장소 주머니를 갖고 있다. 아종 그린할리(greenhalli)는 더 크고, 좀더 반구형을 띠는 두개와 더 발달한 시상 능선을 가진 아종 세넥스(senex)와 다르게 비교적 짧은 위턱 이빨을 갖고 있다. 두개골이 아주 짧고 넓으며, 이 때문에 유사한 크기의 다른 박쥐류보다 교합력이 최대 20% 큰 것으로 간주되고 있다. 어떤 잎코박쥐류보다 가장 큰 교합력을 제공할 수 있다.